# Segelflossen-Schnapper
Der Segelflossen-Schnapper (Symphorichthys spilurus) ist ein Meeresfisch aus der Familie der Schnapper, der im zentralen tropischen Indopazifik vorkommt. Das Verbreitungsgebiet reicht von den Rowley Shoals im östlichen Indischen Ozean über Neuguinea und das Great Barrier Reef bis nach Neukaledonien im Osten und nach Norden über die Philippinen bis zu den japanischen Ryūkyū-Inseln und nach Palau.

## Merkmale
Der Segelflossen-Schnapper erreicht eine Länge von maximal 60 cm, die meisten Exemplare werden aber nur 35 bis 50 cm lang. Er hat einen hochrückigen, seitlich abgeflachten Körper und ein abgerundetes Kopf- und gerades, relativ steil nach unten weisendes Schnauzenprofil. Das Maul ist groß und reicht nach hinten bis unter die vordere Augenhälfte. Im Oberkiefer befindet sich eine Reihe backenzahnartiger Zähne, im Unterkiefer sind es drei Reihen kleinerer backenzahnartiger Zähne. An der Spitze beider Kiefer befinden sich kurze konische Zähne, die etwas größer sind als die übrigen Zähne. Der Gaumen ist zahnlos. Im Präoperculum gibt es keine Kerbe oder Einbuchtung. Ein oder mehrere Weichstrahlen von Rücken- und Afterflosse sind zu einer langen Spitze oder langen, nicht zusammenhängenden Filamenten ausgezogen. Bei sehr alten Exemplaren kann dieses Merkmal verschwinden. Die Bauchflossen sind lang und können bis zum Anus reichen oder etwas darüber hinaus. Die Schwanzflosse ist eingebuchtet. Die Schuppen sind mittelgroß. Auf dem Rücken verlaufen sie parallel zur Seitenlinie.
Morphometrie:

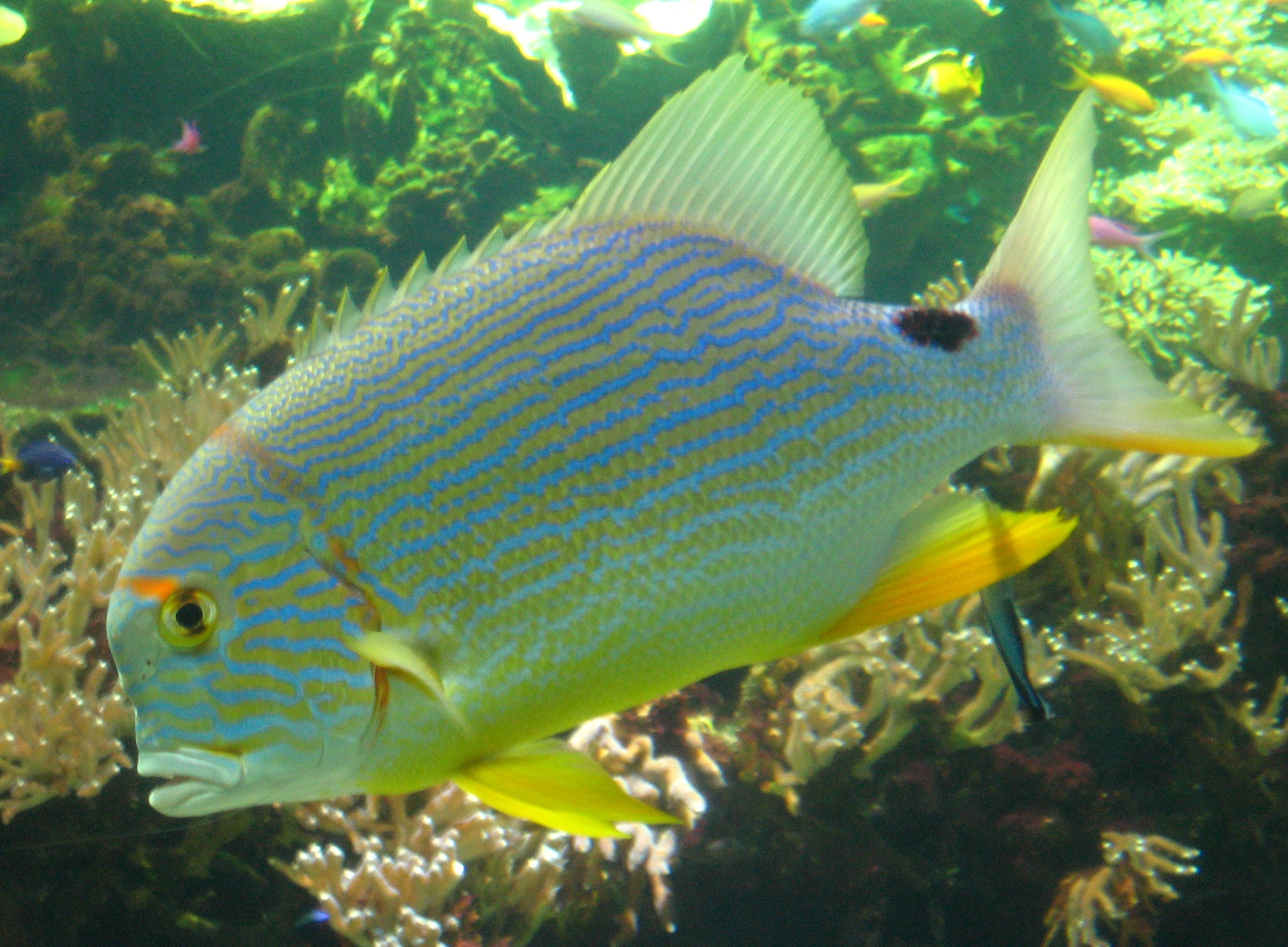
Älteres Exemplar

- Flossenformel: Dorsale X/14–18, Anale III/8–11, Pectorale 16.
- Schuppenformel: SL 53–59.
- Kiemenrechen: 14–15.

Segelflossen-Schnapper sind gelb gefärbt und zeigen auf den Seiten von Kopf und Rumpf zahlreiche, waagerechte blaue Streifen. Ein schwarzer, hell umrandeter Fleck liegt im oberen Bereich des Schwanzstiels. Jungfische sind auf der Rückenseite sehr hell bräunlich gefärbt und am Bauch weißlich. Ein breiter schwarzer Streifen verläuft von den Augen bis auf die mittleren Strahlen der Schwanzflosse.

## Lebensweise
Der Segelflossen-Schnapper lebt als Einzelgänger über Sandböden in der Nähe von Korallenriffen in Tiefen von 5 bis 60 Metern und ernährt sich von Fischen und im Sand vorkommenden Krebs- und Weichtieren. Zum Laichen versammeln sich die Fische in größeren Gruppen an Außenriffen.